# Jauchzet dem Herren, alle Welt
Jauchzet dem Herren, alle Welt, SWV 36, ist eine Vertonung von Psalm 100 von Heinrich Schütz. Er schrieb das Werk mit deutschem Text für Doppelchor und veröffentlichte es 1619 in den Psalmen Davids. Die Psalmvertonung wurde international aufgeführt und eingespielt.

## Geschichte
Schütz studierte die Kunst der Venezianischen Mehrchörigkeit in Venedig bei Giovanni Gabrieli. Nach seiner Rückkehr nach Deutschland arbeitete er zuerst in Kassel und erhielt dann 1619 die Stelle des Hofkapellmeisters am Hof des Kurfürsten von Sachsen, Johann Georg I., als Nachfolger von Rogier Michael. Am 1. Juni heiratete er Magdalena, die Tochter des Hofbeamten Christian Wildeck. Gut geplant erschien die Sammlung Psalmen Davids mit mehrchörigen Sätzen in deutscher Sprache am selben Tag mit einer Widmung an den Kurfürsten. Schütz vertonte Psalm 100 für zwei vierstimmige Chöre mit Echo-Effekten. Ein Manuskript einer früheren Fassung dieser Psalmvertonung von 1614 oder 1615 (SWV 36a) ist in der Universitätsbibliothek Kassel – Landesbibliothek und Murhardsche Bibliothek der Stadt Kassel erhalten.
Die Psalmen Davids wurden als Teil der Gesamtausgabe der Werke von Schütz im Carus-Verlag, die 1992 als Stuttgarter Schütz-Edition begonnen wurde, veröffentlicht. Die Ausgabe benutzt das Heinrich-Schütz-Archiv der Hochschule für Musik Dresden. Jauchzet dem Herren, alle Welt wurde auch einzeln veröffentlicht, zum Beispiel von Bärenreiter und von Carus 1994.

## Text und Musik
Schütz vertonte Psalm 100 in der Übersetzung von Martin Luther, gefolgt von der üblichen Doxologie, dem feierlichen Rühmen Gottes am Schluss des Gebets. Die Musik ist bei Schütz in F-Lydisch/F-Ionisch (mit vorgezeichnetem b) notiert und im folgenden Beispiel in moderner Notation in der heute oft für die Aufführung gewählten Tonart G-Dur wiedergegeben. Sie beginnt in einem Dreiertakt. Der erste Chor beginnt mit einem Abschnitt von zwei Takten, „Jauchzet dem Herren“; als Echo wird er vom zweiten Chor ab Takt 2 wiederholt, beide Chöre singen den Abschnitt zweimal::1
Für die Worte „alle Welt“ ist die Musik länger, und das Echo beginnt erst auf ihrem letzten Ton. Der Takt ändert sich zu einem geraden Takt für die Zusammenfassung der ersten Zeile.:1–2 Dieser Takt bestimmt die Komposition, doch für die Worte „Danket ihm“ kehrt der Dreiertakt des Anfangs zurück.:8–9 Einige Wörter werden durch ein belebtes Melisma hervorgehoben, zum Beispiel „Freuden“:3 und „Loben“.:8 Die Ausschmückungen erscheinen häufiger in der Doxologie, für „Ehre“,:8 „Heilgen Geiste“:9 und das vielfach wiederholte Amen.:14–15

## Aufführungen und Einspielungen
Jauchzet dem Herren, alle Welt wurde bei den Proms in der Royal Albert Hall in London 1972 aufgeführt, in einem Konzert des Martindale Sidwell Choir und des Early Music Consort.
Die Psalmen Davids wurden 1971 von den Regensburger Domspatzen und dem Bläserkreis für Alte Musik Hamburg aufgenommen, geleitet von Hanns-Martin Schneidt. Der Psalmenzyklus wurde 2012 als Teil der Gesamtaufnahme der Werke von Schütz vom Dresdner Kammerchor aufgenommen, mit Organist Ludger Rémy und Chorleiter Hans-Christoph Rademann. Ein Rezensent lobte die Aufmerksamkeit für den Text mit Verständnis für den deklamatorischen Charakter der Psalmsätze.
Jauchzet dem Herren, alle Welt wurde zum Beispiel vom Dresdner Kreuzchor und der Staatskapelle Dresden eingespielt, geleitet von Rudolf Mauersberger. James O’Donnell, der Musikdirektor von Westminster Abbey, wählte die Psalmvertonung für eine CD The Feast of the Ascension at Westminster Abbey (Himmelfahrt an Westminster Abbey), die 2007 aufgenommen wurde.